# Jean Nicolas (judo)
Pour les articles homonymes, voir Jean Nicolas et Nicolas.
Jean Nicolas, né le 21 octobre 1950, est un judoka belge qui évoluait dans la catégorie des moins de 95 kg (mi-lourds).

## Palmarès
En 1970, Jean Nicolas monte sur la 3e marche de l'European Junior Championships de Bordeaux.

En 1976, il gagne le Preolympic Tournament de Rome.
Il a été six fois champion de Belgique sénior.
| Chpt de Belgique  | Chpt de Belgique  | 1971 | 1972 | 1973 | 1974 | 1975 | 1976 | 1977 | 1978 | 1979 | 1980 | 1981 |
| ----------------- | ----------------- | ---- | ---- | ---- | ---- | ---- | ---- | ---- | ---- | ---- | ---- | ---- |
| poids moyens      | -86 kg            |      |      |      |      |      |      | 1er  |      |      |      |      |
| poids mi-lourds   | -93 kg            | -    | -    | 2e   | -    | 1er  | 1er  |      |      |      |      |      |
| poids mi-lourds   | -95 kg            |      |      |      |      |      |      |      | -    | -    | 1er  | 1er  |
| toutes catégories | toutes catégories | 3e   | 3e   |      |      |      | 3e   |      |      | 2e   |      | 1er  |